# 一二三朋子
一二三 朋子（ひふみ ともこ、1959年 - ）は、日本の教育学者、宗教家、筑波大学准教授。
東京都出身。1984年東京大学文学部国文学科卒業。ソフトウェア会社勤務後、日本語教師に転職。筑波大学大学院地域研究研究科修士課程修了、1999年お茶の水女子大学大学院人間文化研究科博士課程中退。東京成徳大学人文学部専任講師。2001年「接触場面における共生的学習の可能性 意識面と発話内容面からの考察」でお茶の水女子大学博士（人文科学）。筑波大学文芸・言語学系講師、准教授。専門は日本語教育・応用言語学。
「ひふみともこ」名義で、神の言葉を伝える本を著している。

## 著書
- 『神から人へ』ひふみともこ 銀河の本舎、2001 のち今日の話題社
- 『神誥記』ひふみともこ 今日の話題社、2002
- 『接触場面における共生的学習の可能性 意識面と発話内容面からの考察』風間書房、2002、ISBN 978-4-7599-1344-6
- 『続・神誥記』ひふみともこ 今日の話題社、2005

### 共編著
- 『日本語教育研究への招待』砂川有里子、加納千恵子、小野正樹共編著 くろしお出版、2010
- 『二一世紀は日本人の出番 震災後の日本を支える君たちへ』村上和雄、吉田武男共著 学文社、2011